# الخطوة (الرستاق)
الخطوة منطقة سكنية تقع في ولاية الرستاق، التابعة لمحافظة جنوب الباطنة في سلطنة عمان. يقدر عدد سكانها بـ 6 نسمة حسب إحصاء عام 2010 التابع للمركز الوطني للإحصاء والمعلومات الحكومي. رمز المنطقة هو 70140296.

## الوصلات الخارجية
- المركز الوطني للإحصاء والمعلومات، سلطنة عمان